# 上三依塩原温泉口駅

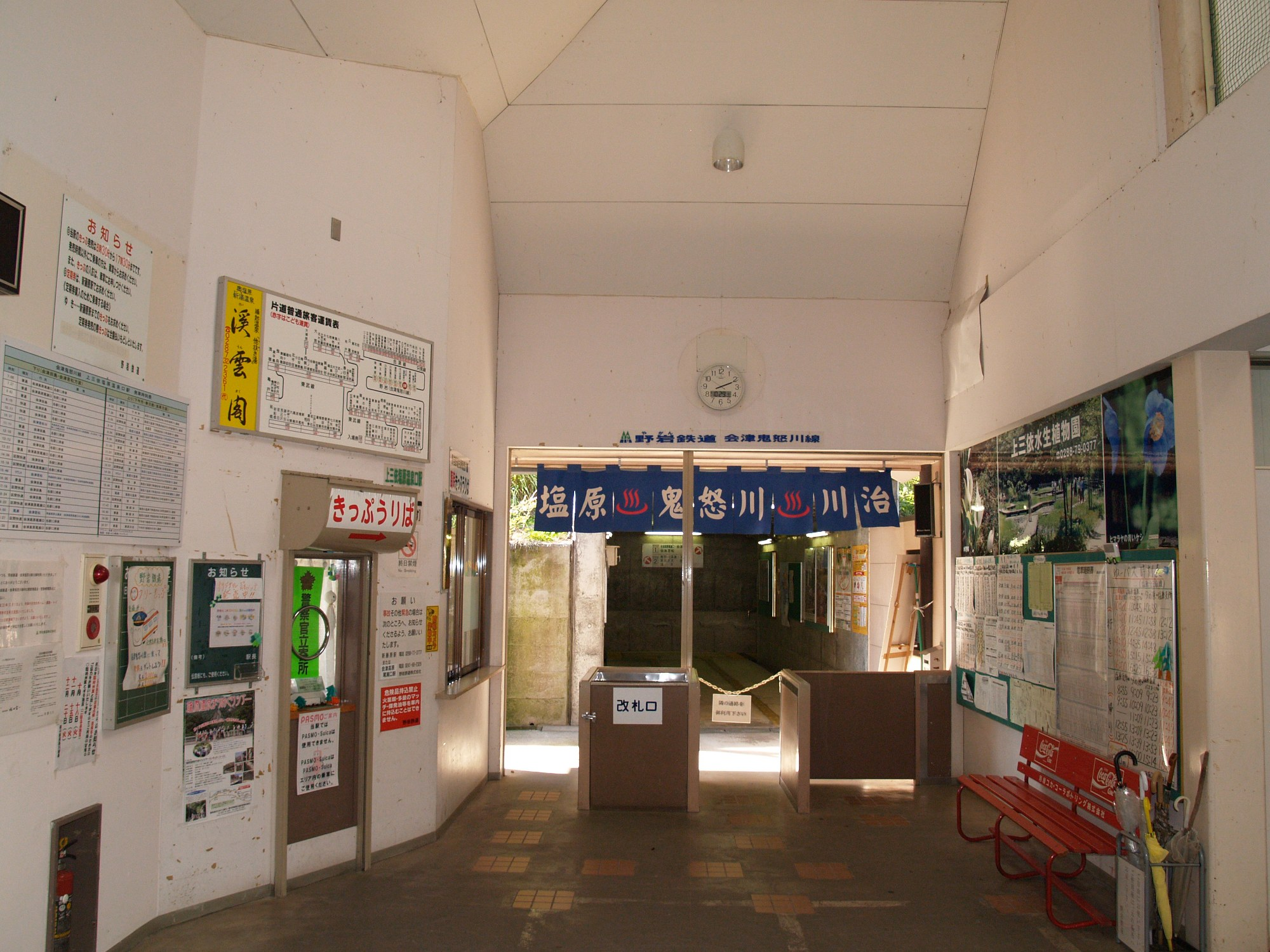
改札口（2011年10月）

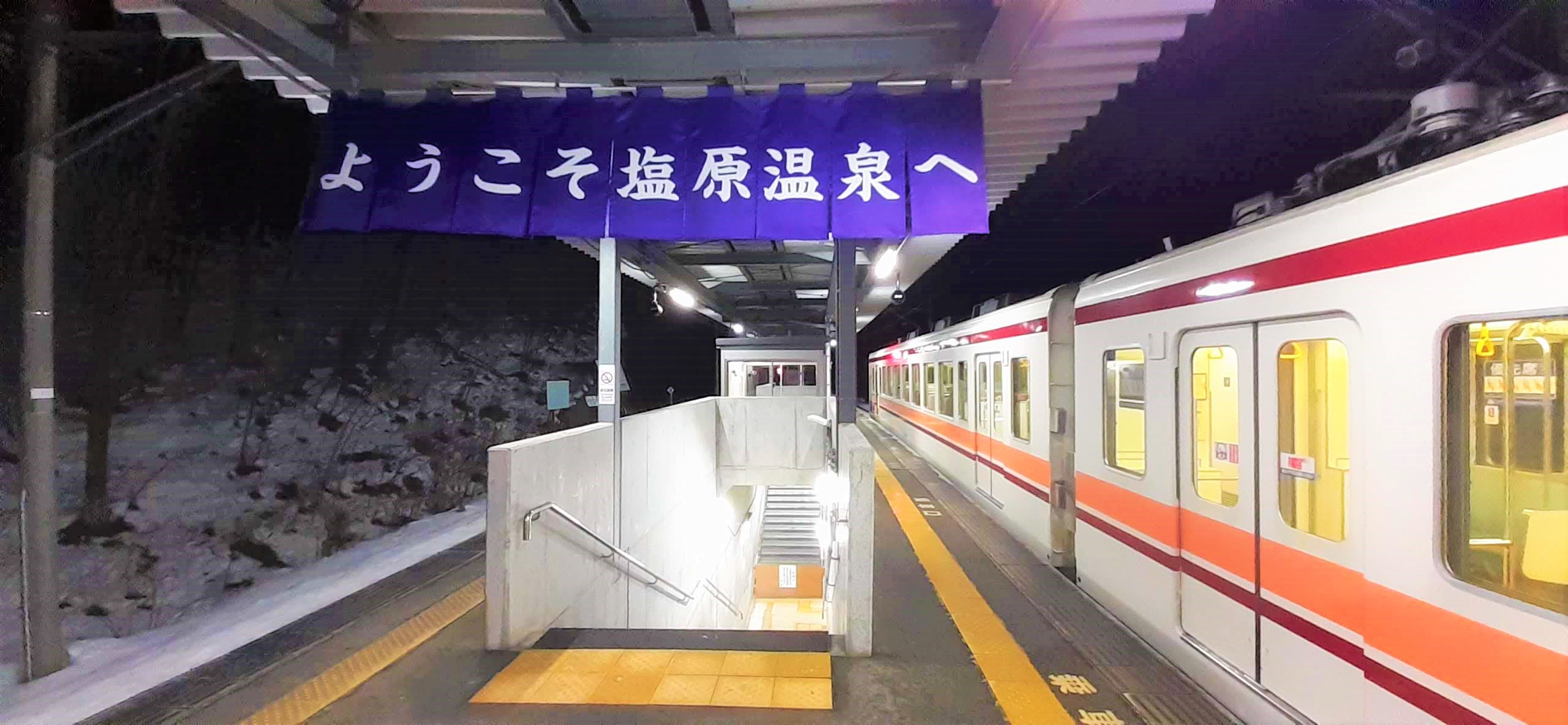
ホーム（2020年12月）

上三依塩原温泉口駅（かみみよりしおばらおんせんぐちえき）は、栃木県日光市上三依にある野岩鉄道会津鬼怒川線の駅である。

## 歴史
野岩線建設段階での仮称駅名は「上三依駅」であったが、同線が接続する予定の国鉄会津線（現・会津鉄道会津線）に同音の上三寄駅（現・芦ノ牧温泉駅）が存在したため、開業時の名称は下野上三依駅（しもつけかみみよりえき）であった。ただし、この時点で上三依地区より那須郡塩原町（現・那須塩原市）方面へ抜ける国道400号尾頭トンネルが建設中であり、国道開通後に上三依塩原駅（かみみよりしおばらえき）と改称することが決定されていた。
尾頭トンネルは駅開業2年後の1988年に開通し、塩原温泉郷と駅が結ばれたことで予定通り上三依塩原駅に変更された。また、2006年3月のダイヤ改正時には同温泉郷へのアクセス駅であることを強調するため、上三依塩原温泉口駅に改称された。

### 年表
- 1986年（昭和61年）10月9日 - 下野上三依駅として開業[1][2]。
- 1988年（昭和63年）10月19日 - 尾頭トンネル開通に合わせて上三依塩原駅に改称[1]。行違い設備新設。
- 1998年（平成10年） - 関東の駅百選に選定される。選定理由は「山岳駅をイメージした一際目立つ洋風とんがり帽子の屋根の駅」。
- 2006年（平成18年）3月18日 - 上三依塩原温泉口駅に改称[4]。

## 駅構造
築堤上に島式ホーム1面2線を有する地上駅で、列車交換が可能。1番線は会津高原尾瀬口方から進入し新藤原方への発車が可能となっており、2023年11月には上り臨時列車が上りリバティ会津の待避を行ったことがある。
2022年7月1日より当面の間、駅員無配置となっている。

### のりば
| 番線 | 路線          | 方向 | 行先                                       |
| ---- | ------------- | ---- | ------------------------------------------ |
| 1    | ■会津鬼怒川線 | 下り | 会津高原尾瀬口・会津田島・会津若松方面     |
| 2    | ■会津鬼怒川線 | 上り | 新藤原・下今市・東武日光・北千住・浅草方面 |

## 利用状況
2021年度の一日平均乗車人員は22人である。
近年の一日利用客数の推移は下表のとおりである。
|                    |                   |
| 年度               | 一日平均 利用客数 |
| 2011年（平成23年） | 40                |
| 2012年（平成24年） | 49                |
| 2013年（平成25年） | 57                |
| 2014年（平成26年） | 48                |
| 2015年（平成27年） | 44                |
| 2016年（平成28年） | 38                |
| 2017年（平成29年） | 37                |
| 2018年（平成31年） | 32                |
| 2019年 （令和1年） | 30                |
| 2020年 （令和2年） | 16                |
| 2021年 （令和3年） | 22                |

## 駅周辺
- 日光市上三依水生植物園
- 国道121号
- 国道400号

## バス路線
駅前ロータリーにある「上三依塩原温泉口駅」停留所から那須塩原市営バス（ゆーバス、ジェイアールバス関東に運行委託）が発着する。
| 乗り場             | 運行事業者       | 系統            | 主要経由地                   | 行先                   | 備考 | 出典  |
| ------------------ | ---------------- | --------------- | ---------------------------- | ---------------------- | ---- | ----- |
| 上三依塩原温泉口駅 | 那須塩原市営バス | ■塩原・上三依線 | 上塩原・元湯温泉口・塩原支所 | 塩原温泉バスターミナル |      | [ 7 ] |

## その他
- 当駅は漢字のみの駅名では、WILLER TRAINS宮福線の福知山市民病院口駅、宇都宮ライトレール宇都宮芳賀ライトレール線の平石中央小学校前停留場と並んで、日本一長い（8字）。当駅より長い駅名は複数あるが、いずれも平仮名や片仮名、もしくは中黒を含んでいる[8]。なお、かつて万葉線新湊港線には当駅と同じ漢字8字の射水市新湊庁舎前駅が存在したが、2016年10月を以て西新湊駅、さらに、2023年に第一イン新湊 クロスベイ前駅に改称している。
- 当駅にはICチップ音源の接近チャイムがついており、列車到着時に「エリーゼのために」が流れるようになっている(冬季は雪などにより装置が作動しない)[9]。

## 隣の駅
野岩鉄道
■会津鬼怒川線
- ■特急「リバティ会津」停車駅

□快速「AIZUマウントエクスプレス」
中三依温泉駅 - 上三依塩原温泉口駅 - 会津高原尾瀬口駅
■区間快速・■普通
中三依温泉駅 - 上三依塩原温泉口駅 - 男鹿高原駅